# Sydasiatiska mästerskapet i fotboll
Sydasiatiska mästerskapet i fotboll eller SAFF-mästerskapet är en regional turnering för AFC:s sydasiatiska landslag.

## Nationer
- Afghanistan (2005–2015)
- Bangladesh
- Bhutan
- Indien
- Maldiverna
- Nepal
- Pakistan
- Sri Lanka

## Resultat
| År   | Värdnation           | Vinnare     | Tvåa        | Trea                   | Fyra       |
| ---- | -------------------- | ----------- | ----------- | ---------------------- | ---------- |
| 1993 | Pakistan             | Indien      | Sri Lanka   | Nepal                  | Pakistan   |
| 1995 | Sri Lanka            | Sri Lanka   | Indien      | Bangladesh             | Nepal      |
| 1997 | Nepal                | Indien      | Maldiverna  | Pakistan               | Sri Lanka  |
| 1999 | Indien               | Indien      | Bangladesh  | Maldiverna             | Nepal      |
| 2003 | Bangladesh           | Bangladesh  | Maldiverna  | Indien                 | Pakistan   |
| 2005 | Pakistan             | Indien      | Bangladesh  | Maldiverna · Pakistan  |            |
| 2008 | Maldiverna Sri Lanka | Maldiverna  | Indien      | Bhutan · Sri Lanka     |            |
| 2009 | Bangladesh           | Indien      | Maldiverna  | Bangladesh · Sri Lanka |            |
| 2011 | Indien               | Indien      | Afghanistan | Maldiverna · Nepal     |            |
| 2013 | Nepal                | Afghanistan | Indien      | Maldiverna · Nepal     |            |
| 2015 | Indien               | Indien      | Afghanistan | Maldiverna · Sri Lanka |            |
| 2018 | Bangladesh           | Maldiverna  | Indien      | Nepal · Pakistan       |            |
| 2021 | Maldiverna           | Indien      | Nepal       | Maldiverna             | Bangladesh |
| 2023 | Indien               | Indien      | Nepal       | Bangladesh · Libanon   |            |
| 2025 |                      |             |             |                        |            |